# HD 194244
Désignations
HD 194244 est une étoile variable Be de la constellation de l'Aigle. Avec une magnitude apparente de 6,14, elle est faiblement visible à l'œil nu depuis le ciel rural par une nuit sombre.